# Société de transports en commun de Limoges Métropole
Pour les articles homonymes, voir TCL.
La Société de transports en commun de Limoges Métropole (STCL, puis STCLM à partir de 2015), abrégé en TCL (à différencier du sigle des transports de Lyon) dessert la commune de Limoges et 20 communes de son agglomération.
Fondée en 1985 et succédant à la CTL (Compagnie des trolleybus de Limoges), la STCLM est une société d'économie mixte, chargée de gérer pour Limoges Métropole par un contrat de délégation de service public les transports urbains de l'agglomération.

## Histoire

### Les débuts des transports urbains
La première entreprise de gestion des transports urbains à Limoges date de la fin du XIXe siècle. La mairie de Limoges confie le 17 février 1897 cette tâche à la nouvelle Compagnie des tramways électriques de Limoges (CTEL), qui exploite alors une ligne dont le tracé correspond à la portion centrale de l'actuelle ligne 1 de trolleybus, entre la place Carnot et l'avenue du Maréchal de Lattre de Tassigny (faubourg du Pont-Neuf à l'époque).
Six ans plus tard, le réseau se compose de 6 lignes de tramway, dont la longueur totale est de 17,7 km. Les véhicules, qui atteignent la vitesse maximale de 20 km/h, sont très largement adoptés par la population. Des travaux nécessaires d'agrandissement du réseau et de renouvellement des véhicules sont engagés en 1927.

### L'arrivée du trolleybus et la fin des tramways
Séduite par le fonctionnement des trolleybus à Liège, la municipalité de Léon Betoulle décide avant la Seconde Guerre mondiale d'opter pour ce nouveau moyen de transport. Un arrêté ministériel du 15 septembre 1939 prévoit la création de 8 lignes arpentées par les trolleybus. Le fait que l'entreprise Vetra, qui détient le monopole français sur la construction des véhicules, se soit réfugiée durant l'Occupation, à Limoges, permet aux trolleybus de rapidement faire leur arrivée sur le réseau de la CTEL, le 14 juillet 1943, sur une ligne correspondant grosso modo à l'actuelle ligne 2. Cette innovation signe le déclin du tramway de Limoges ; le dernier d'entre eux circule le 2 mars 1951.
Le 17 décembre 1954, la CTEL devient donc Compagnie des Trolleybus de Limoges (CTL).
Dans les années 1970, le développement du réseau routier dans l'agglomération favorise l'utilisation de l'autobus.
Pour la petite histoire, l'acteur Jean Lefebvre conduira un des premiers trolleybus de Limoges, avant de devenir un personnage de cinéma et de théâtre.

Logo de la CTL (1971-1985)

### La STCLM

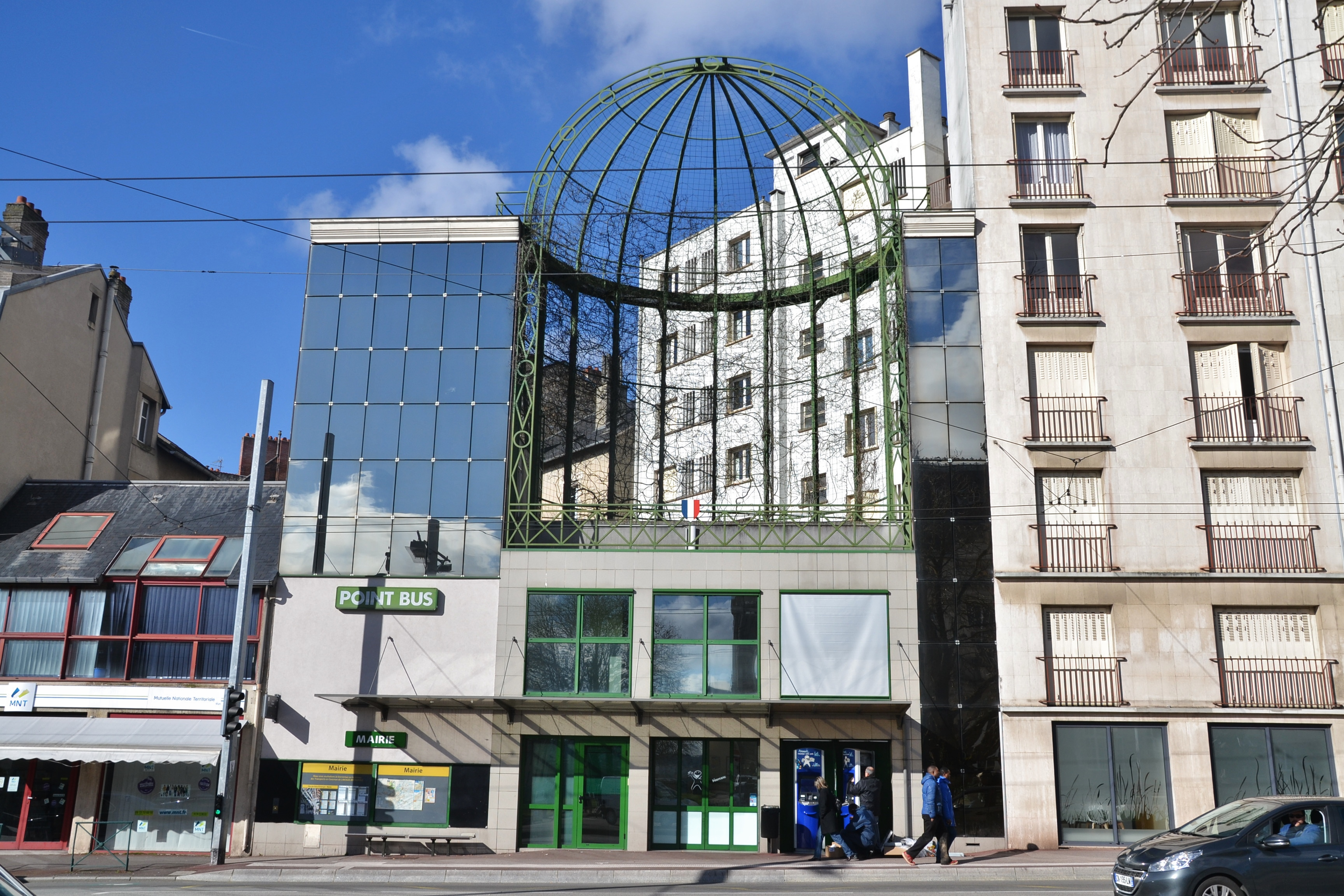
Le « Point Bus », agence commerciale de la STCLM, située en face de la mairie de Limoges.

La suppression progressive de la plupart des réseaux de trolleybus français dans la seconde moitié du XXe siècle (Grenoble en 1999, Marseille en 2004) contribue à la mise en lumière des trolleybus de Limoges, qui sont parfois élevés au rang de véritables images d'Epinal de la ville, au même titre que la gare des Bénédictins ou la porcelaine. A contrario, Limoges choisit de pérenniser et de moderniser son réseau de trolleybus, en rénovant tous ses véhicules sans pour autant tous les supprimer. Ainsi, ce n'est qu'en 1989 que les derniers CB60 datant de la première mise en service des trolleybus en 1943, accompagnés de VBRh de 1951, sont supprimés, totalement remplacés par les véhicules ER100 arborant une nouvelle ligne graphique jaune et bleue.
Le 1er janvier 1985, à l'issue du contrat entre la ville et l'exploitant, la CTL est remplacée par une société d'économie mixte, la STCL. Durant les années 1980, la ville renouvelle entièrement son parc datant des années 1950. C'est aussi à cette époque que le réseau urbain s'étend à la banlieue, en premier lieu sur les communes de Panazol et Le Palais-sur-Vienne.
Depuis septembre 2000, la gare de Limoges-Bénédictins accueille le CIEL (Centre intermodal d'échanges de Limoges) qui s'est traduit par la construction d'un terminal routier pour les autocars des transports départementaux de la RDTHV (Haute-Vienne en car), et la réorganisation des arrêts des lignes de transports urbains de la STCL. À ce pôle de correspondance peut s'ajouter le pôle central de la place Winston Churchill, terminus de dix lignes de bus du réseau, puis en 2009 le pôle Saint-Lazare, ce dernier s'inscrivant autour du prolongement de la ligne 4 du trolleybus.
Les transports en commun de Limoges s'inscrivent dans la modernité avec l'électrification de la ligne 6, l'ouverture du site internet en 2002, l'inauguration d'un nouveau centre d'exploitation, le renouvellement du parc engagé en 2006 et la création d'une nouvelle ligne graphique réalisé pour l'ensemble de la flotte de véhicules par Laurent Gonzalez (graphiste designer à Toulouse).
En parallèle avec cette modernisation, la STCL introduit de nouveaux concepts dans le réseau pour les usagers, parmi lesquels la généralisation du système de montée par l'avant dès janvier 2007, puis le lancement des premiers titres de transports sans contact (cartes à puce) fin 2009.

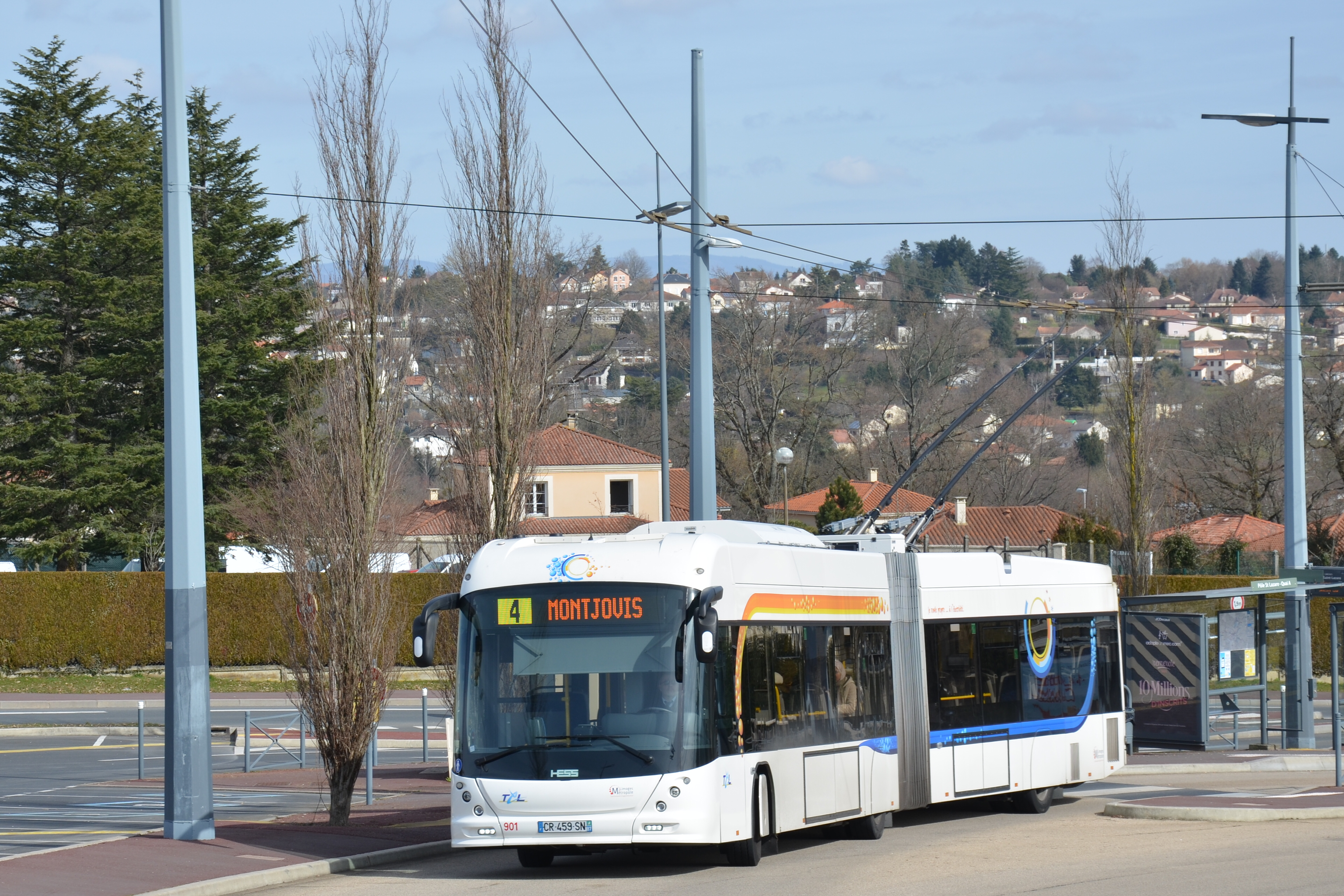
Extension de 2009 de la ligne 4 de trolleybus du réseau TCL au pôle St-Lazare.

À partir de 2009, le réseau de la STCL entame progressivement sa mutation numérique. Le 5 novembre, le système billettique passe à la carte à puces sans contact, alors qu'est mise en ligne la nouvelle version du site internet. L'année suivante, une trentaine d'abribus peuvent bénéficier d'un système d'affichage du délai d'attente pour le prochain véhicule. Dans le même temps, la STCL procède à l'installation d'un système d'informations dynamique embarquée pour les lignes 1, 2, 4, 5, 8 (le week-end) et 10. En 2013, le système d'information InfoBus est installé, permettant aux usagers de consulter les informations du trafic et des travaux via une application mobile.
Le renouvellement du parc des véhicules se poursuit et s'achève : le 11 janvier 2010 sont mis en service 6 nouveaux trolleybus Irisbus Cristalis sur la ligne 2. Entre le printemps et l'été 2011, 12 nouveaux trolleybus Irisbus Cristalis ETB12 sont attribués à la ligne 5. En juin, 8 Irisbus Citelis neufs sont intégrés au réseau, et l'attribution du marché de trolleybus articulés est accordée au constructeur Suisse Hess, pour des véhicules circulant sur la 4 à compter du 18 mars 2013.
Le 30 août 2010 est mise en service une desserte vers le nouveau complexe commercial « Family Village » en ZI3 par la ligne 20 et prolongement de la ligne 12 d'un arrêt de Isle Beausoleil vers Isle Les Champs.
Avec l'ouverture de la voie de liaison nord, permettant un contournement routier du quartier urbain de Beaubreuil, un nouveau pôle d'échanges est construit, dans le secteur de Fougeras, mis en service en janvier 2014. 6 nouveaux trolleybus articulés doivent enrichir le réseau fin janvier 2014.
En juillet 2019, l'application MyBus permet de consulter les horaires des lignes en temps réel. Elle intègre également le service M-ticket qui permet d'acheter un ticket dématérialisé.
En novembre 2019, trois nouveaux trolleybus articulés Iveco Crealis IMC ont été affectés à la ligne 4. Ils sont 100 % électriques et peuvent circuler en autonomie sur batteries sur une partie de la ligne.

Logo des TCL (1985-1991)
Logo des TCL (1991-2024)
Logo des TCL (Depuis 2025)

## Projets

### BHNS[11]
Afin d'améliorer le réseau, il est prévu de le restructurer autour de deux lignes de BHNS (résolution votée par le conseil communautaire de Limoges Métropole le 30 juin 2017). Le bilan de la concertation sur le projet est publié fin 2019, avant l'engagement d'études détaillées des aménagements. L'enquête publique prévue en 2021, doit précéder les travaux qui doivent initialement s'achever en 2023. Sur fond de désaccords entre la ville-centre et la Communauté urbaine, le projet prend toutefois du retard ; la concertation publique qui se tient à l'automne 2024 prévoit un lancement des travaux fin 2025 pour la première ligne, et en 2028 pour la seconde, pour une livraison totale en 2030.
La première ligne (nord-sud) reliera la Zone Industrielle Nord et Beaubreuil au CHU, sur 13,5 km. Elle desservira Ester, La Bastide, la gare Limoges-Bénédictins, le centre-ville et le campus Vanteaux. Aux heures de pointe la fréquence sera de 6 minutes.
La deuxième ligne (est-ouest) reliera Panazol au Val de l'Aurence, sur 8,5 km. Elle desservira le parking-relais de la Route de Lyon, le Sablard, la Mairie de Limoges, le centre-ville et le campus La Borie. Aux heures de pointe la fréquence sera de 8 minutes.
Les emplacements précis des terminus des deux lignes sont actuellement à l'étude.
Les deux lignes auront une correspondance Place d'Aine.
Ce service sera disponible 7j/7 de 4h30 à 0h30. Les fréquences varieront de 9–10 minutes en journée jusqu'à 30 minutes la nuit.
Le matériel roulant choisi sera électrique, le trolleybus articulé Crealis IMC, déjà présent sur la ligne 4, fait partie des hypothèses. Ces véhicules vont nécessiter la création d'un second dépôt vers Beaubreuil.
Le budget de ce projet est estimé à 116 millions d'euros.

### Réorganisation du réseau de transport[17]
Autour du BHNS tout le réseau va être restructuré, notamment les lignes de trolleybus. Ce réseau va mieux hiérarchiser les différents types de lignes :
- BHNS : structure du réseau, elles auront une grande amplitude horaire et de fortes fréquences. Elles fonctionneront les dimanches et jours fériés.
- Lignes de trolleybus : elles desserviront Limoges toutes les 10–12 minutes et plusieurs extensions sont prévues. Elles fonctionneront les dimanches et jours fériés.
- Lignes principales : en forme de V, elles relieront les communes ou quartiers périphériques, comme Feytiat, le Palais-sur-Vienne, Couzeix, Landouge, Isle, Condat-sur-Vienne ou la Zone Industrielle Nord, directement au centre-ville. Elles fonctionneront les dimanches et jours fériés.
- Lignes de rocades : elles permettront de relier les quartiers périphériques de la ville en évitant le centre-ville. Elles fonctionneront les dimanches et jours fériés.
- Lignes complémentaires : elles desserviront des villes plus petites comme Rilhac-Rancon ou Beaune-les-mines et relieront des quartiers entre eux. Elles auront une fréquence régulière, d'une heure, sur toute la journée.
- Lignes pendulaires : elles reliront les communes périphériques, avec 6 aller-retours par jour en semaine, à un pôle d'échange multimodal.
- Lignes scolaires : elles sont adaptées aux horaires de certains établissements scolaires.

Des pôles d'échanges vont être aménagés notamment avec l'extension et création d'un nouveau terminus pour la ligne 4 au niveau du Palais des sports de Beaublanc.
Ce déploiement commence à s'étaler à partir de novembre 2020, jusqu'à l'ouverture du BHNS prévue pour 2023.

### Autres projets
Ci-dessous, une liste non exhaustive et non officielle de projets à l'étude :
- Améliorer l'offre des parcs relais avec pour objectif fixé de 11 parcs relais pour une offre estimée à 1000 places contre les 330 actuelles.

À plus long terme, Limoges Métropole s'est engagée à prendre en compte le riche héritage ferroviaire, dans ses futurs projets d'aménagement, notamment en ce qui concerne la réorganisation de son réseau de trolleybus. Certains arrêts identifiés pourraient être disposés à proximité des voies ferrées dans la perspective de l'éventuelle mise en place du réseau de tram-train limousin. La valorisation et la création de haltes ferroviaires figure dans les objectifs du plan de déplacements urbains validé en 2019.

## Chiffres[21]
La population desservie par le réseau est de 212 000 habitants, répartis sur les 20 communes de la Communauté Urbaine. La STCL déplace 15 952 023 voyages par an (4 millions en 1898), sur 36 lignes de semaine dont 5 lignes de trolleybus.
Les 131 véhicules ont parcouru 5 283 099 km en 2018, desservant 1200 points d'arrêt.
Les titres sont vendus sur 60 points de vente, une agence commerciale le "Point Bus" ainsi que dans les véhicules (pour les titres UNIT et JOURNEE).

## Matériel roulant

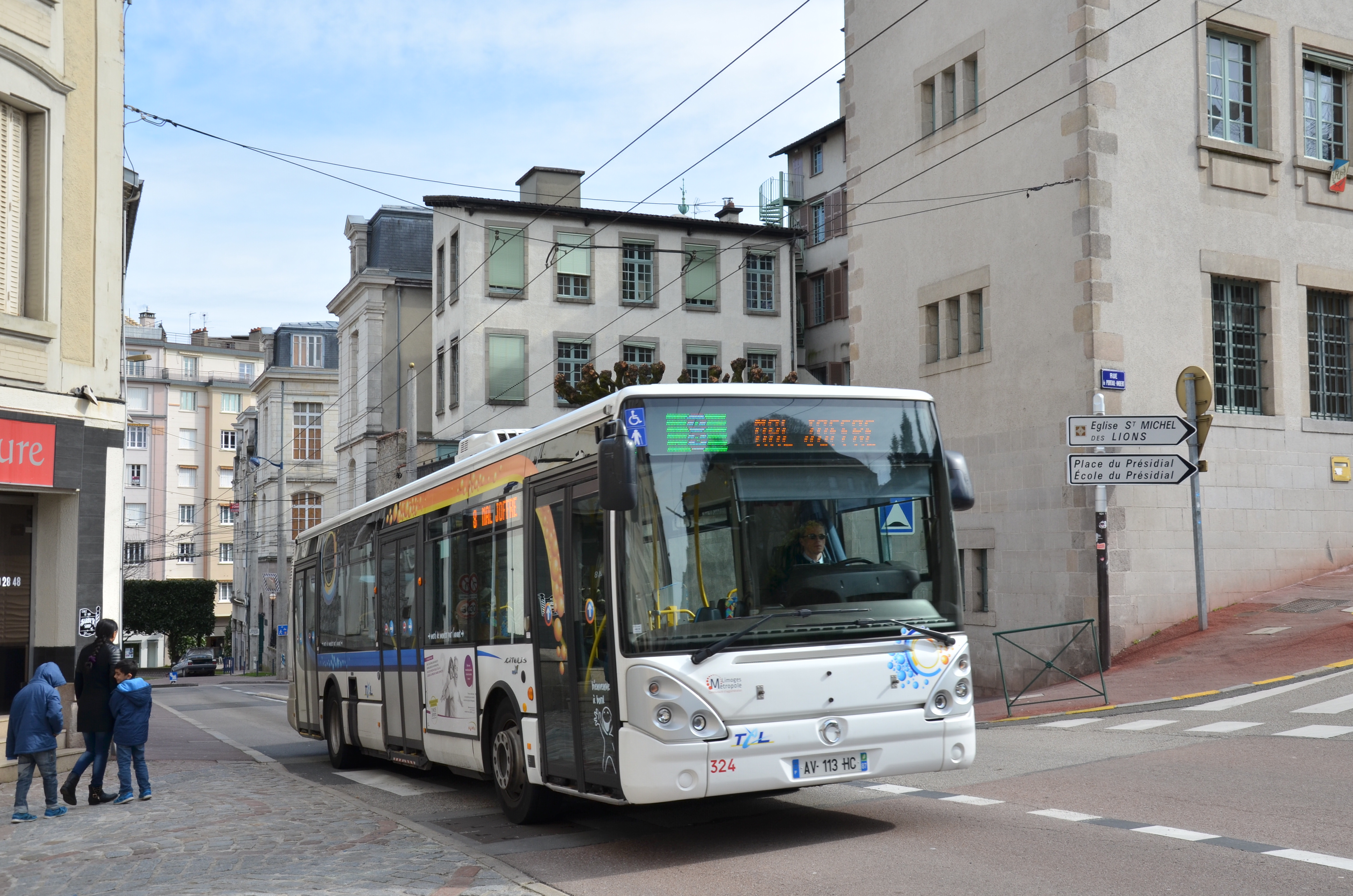
Irisbus Citelis 12 de la ligne 8.

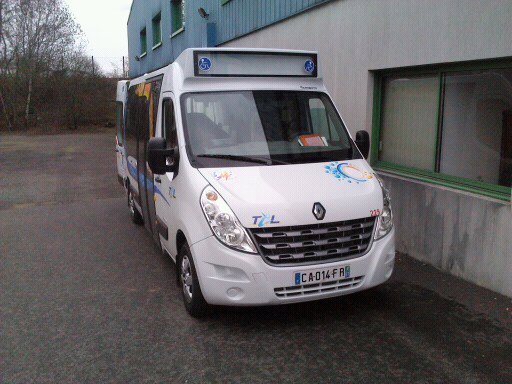
Minibus TPMR du réseau TCL.

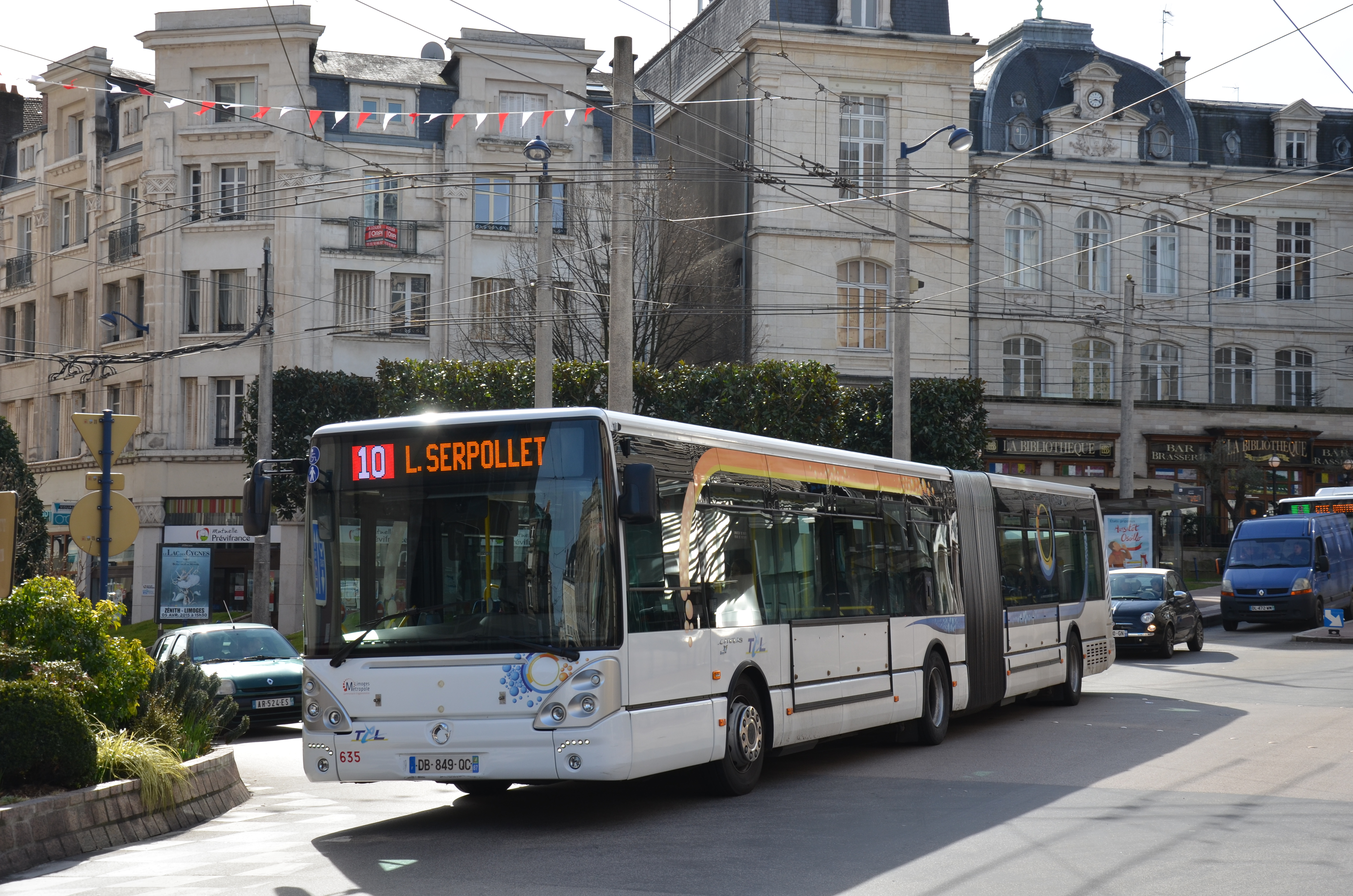
Irisbus Citelis 18 sur la ligne 10 à l'arrêt Opéra.

Au 31 décembre 2018, le réseau comptait 131 véhicules dont 31 trolleybus et 7 véhicules de transport de personnes à mobilité réduite.

### Autobus

#### Minibus
- 3 Bolloré Bluebus Facelift 6
- 1 Renault Master III TPMR

#### Midibus
- 1 Heuliez GX 117
- 2 Heuliez GX 137

#### Standards
- 3 Irisbus Agora S
- 31 Irisbus Citelis 12
- 23 Iveco Urbanway 12
- 9  Iveco Créalis 12

#### Articulés
- 8 Heuliez GX 427
- 6 Irisbus Citelis 18
- 7 Iveco Urbanway 18

### Trolleybus

#### Standards
- 27 Irisbus Cristalis ETB 12

#### Articulés
- 4 Hess Swisstrolley 4
- 7 Iveco Créalis 18

## Véhicules et services de transport

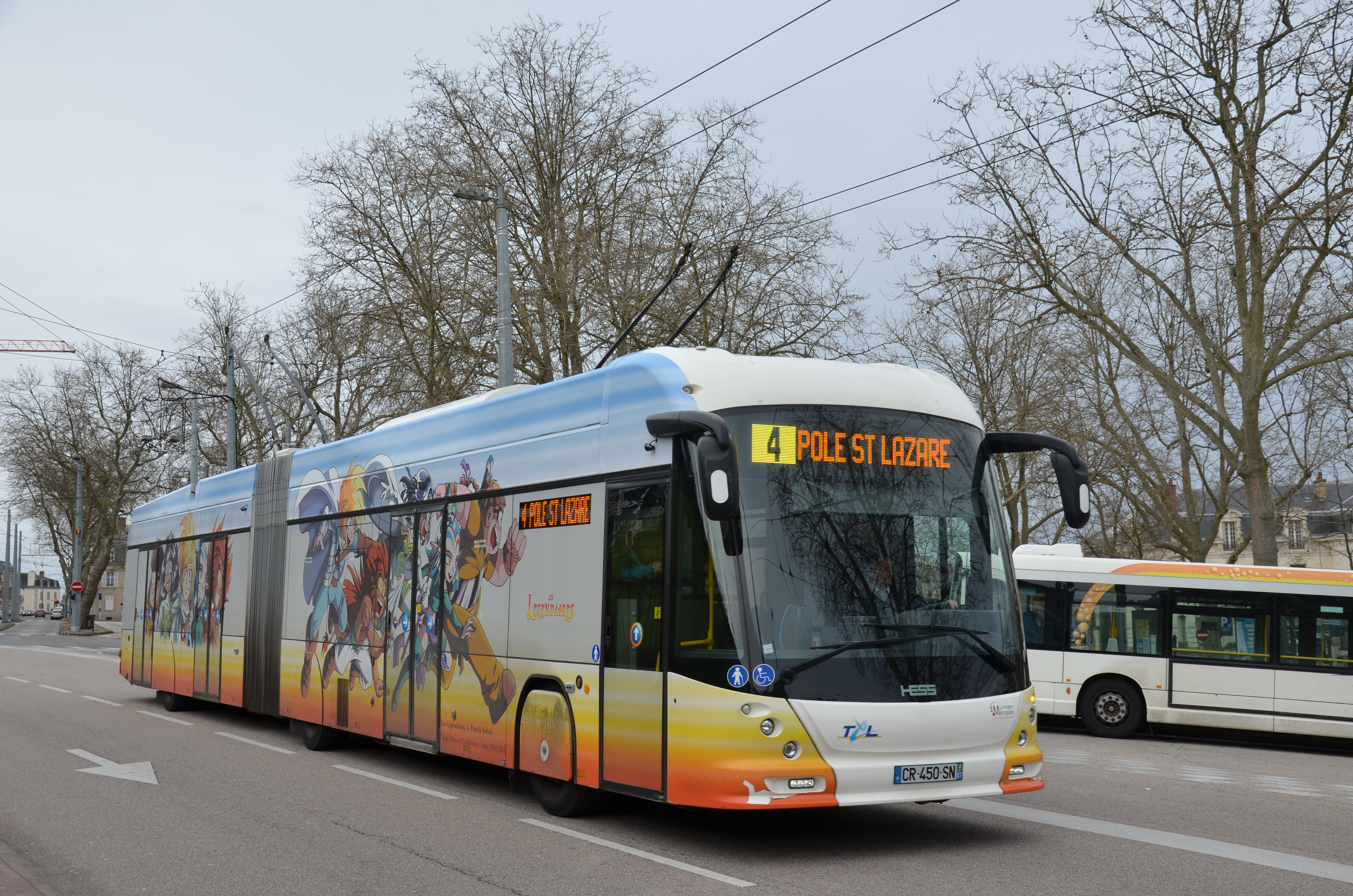
Hess Swisstrolley 4 avec la livrée « Les Légendaires ».

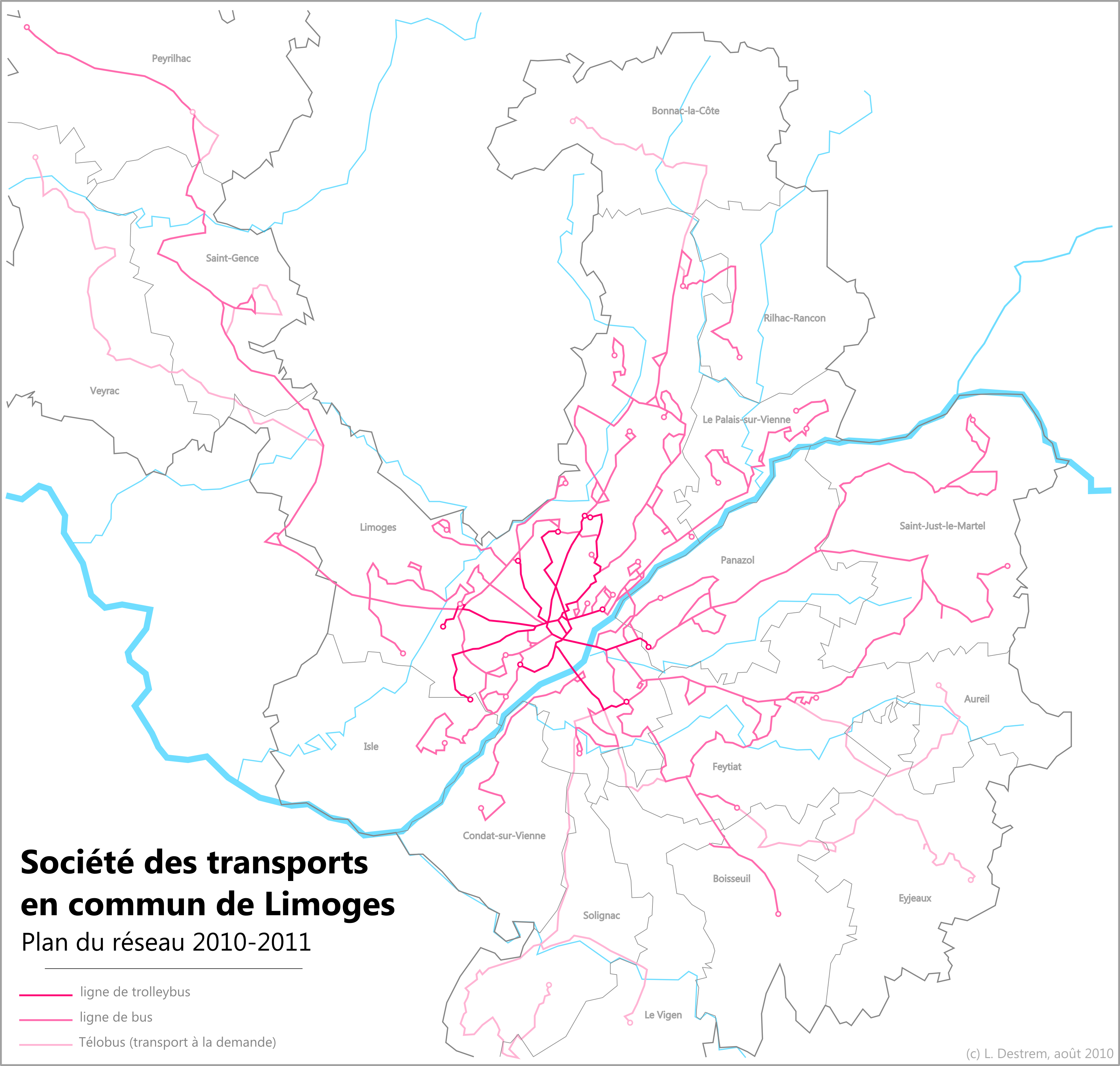
Les lignes du réseau (2010-2011)

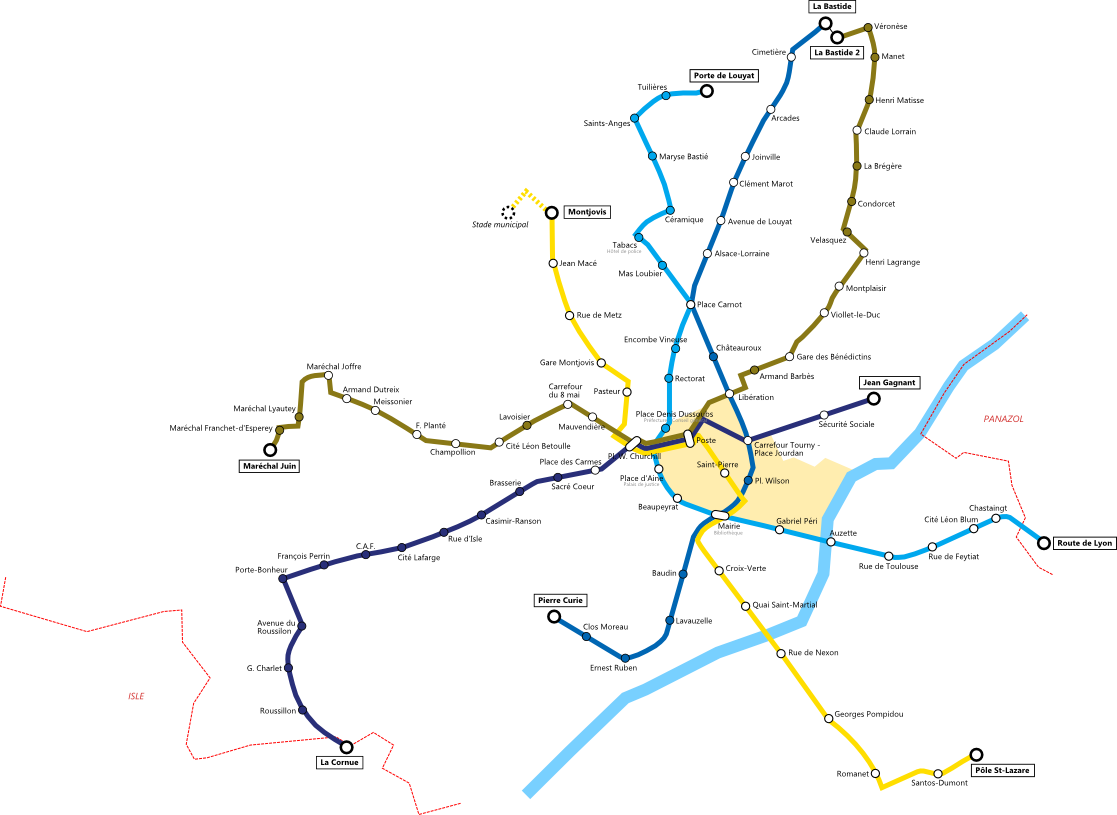
Plan des lignes de trolleybus en 2010

### Les trolleybus
Limoges fait partie des rares villes de France à disposer d'un réseau de trolleybus, matériel silencieux et non polluant. Ils circulent sur 5 lignes :
- 1 : Porte de Louyat ↔ Panazol — Route de Lyon
- 2 : Pierre Curie ↔ Pôle la Bastide
- 4 : Montjovis ↔ Pôle Saint Lazare
- 5 : Jean Gagnant ↔ Isle  — La Cornue
- 6 : Pôle La Bastide ↔ Maréchal Juin

Ces dernières années, de nombreuses extensions ont eu lieu sur les lignes de trolleybus du réseau de Limoges :
- 1996 : ré-électrification et prolongement de la ligne 6
- 2001 : prolongement de la ligne 5 à Roussillon
- 2004 : prolongement de la ligne 5 à La Cornue
- 2009 : prolongement de la ligne 4 depuis le lundi 6 juillet 2009 du terminus actuel de Georges Pompidou au Pôle Saint Lazare (3 stations supplémentaires pour une extension de 1,5 km).

Début 2006, de nouveaux véhicules Irisbus Cristalis sont arrivés :
- 7 ont été mis en service le 16 mai 2006
- 8 mis en service début 2007
- 6 ont été mis en service le 11 janvier 2010.
- 6 nouveaux mis service le 11 juillet 2011.

Ces véhicules circulent sur les lignes 1, 2, 5 et 6 du réseau. Ces modèles suivent actuellement une campagne de rénovation pour prolonger leur durée de vie.
Quatre trolleybus articulés Hess Swisstrolley 4 circulent sur la ligne 4 depuis le 18 mars 2013.
Trois trolleybus articulés Iveco Crealis IMC ont été affectés à la ligne 4 depuis le 18 novembre 2019.

### Services proposés
- Les lignes de bus (Trolleybus ou lignes standards)
- Le Handibus Limoges Métropole (Transport de personnes à mobilité réduite)[24]
- Le Télobus (Transport à la demande)
- La navette Zénith desservant les soirs de spectacles le Zénith de Limoges depuis le centre-ville.
- Le Basket Bus desservant les soirs de matchs le Palais des Sports de Beaublanc depuis le Pôle St Lazare et le centre-ville.

#### Transport de personnes à Mobilité Réduite "Handibus"
Créé à Limoges le 15 octobre 1980, ce service est ouvert aux personnes privées de l'autonomie de déplacement (personnes en fauteuil roulant ou semi-ambulantes avec perte importante de locomotion).
Pour les clients domiciliés dans les communes de : Condat sur Vienne, Feytiat, Isle, Le Palais sur Vienne, Limoges ou Panazol, ce service est assuré par 4 minibus TCL.
Pour les clients domiciliés dans les communes de : Aureil, Boisseuil, Bonnac la Côte, Eyjeaux, Le Vigen, Peyrilhac, Rilhac Rancon, St Gence, St Just le Martel, Solignac ou Veyrac, ce service est assuré par un taxi affrété par la STCL.

#### Système de transport à la demande "Télobus"
Depuis septembre 2006, la STCL expérimente un dispositif destiné à développer les transports urbains dans les communes de la deuxième couronne de Limoges Métropole. Ce transport à la demande, appelé Télobus, permet de relier 9 communes au terminus d’une ligne régulière du réseau de bus ou de trolleybus, du lundi au samedi.
Après s'être procuré une fiche d’adhésion disponible dans les mairies des communes partenaires, et après validation, le nouvel abonné reçoit une carte personnelle comportant un code demandé à chaque réservation. Le client indique à l'opérateur Télobus la commune, l'horaire de passage proposé, ainsi que le nom de l'arrêt. La réservation est enregistrée et le passage du véhicule Télobus (type taxi) ainsi programmé. Le véhicule emmène le client jusqu'au bout de la ligne choisie, en correspondance avec une ligne régulière du réseau TCL.

## Liste complète des lignes

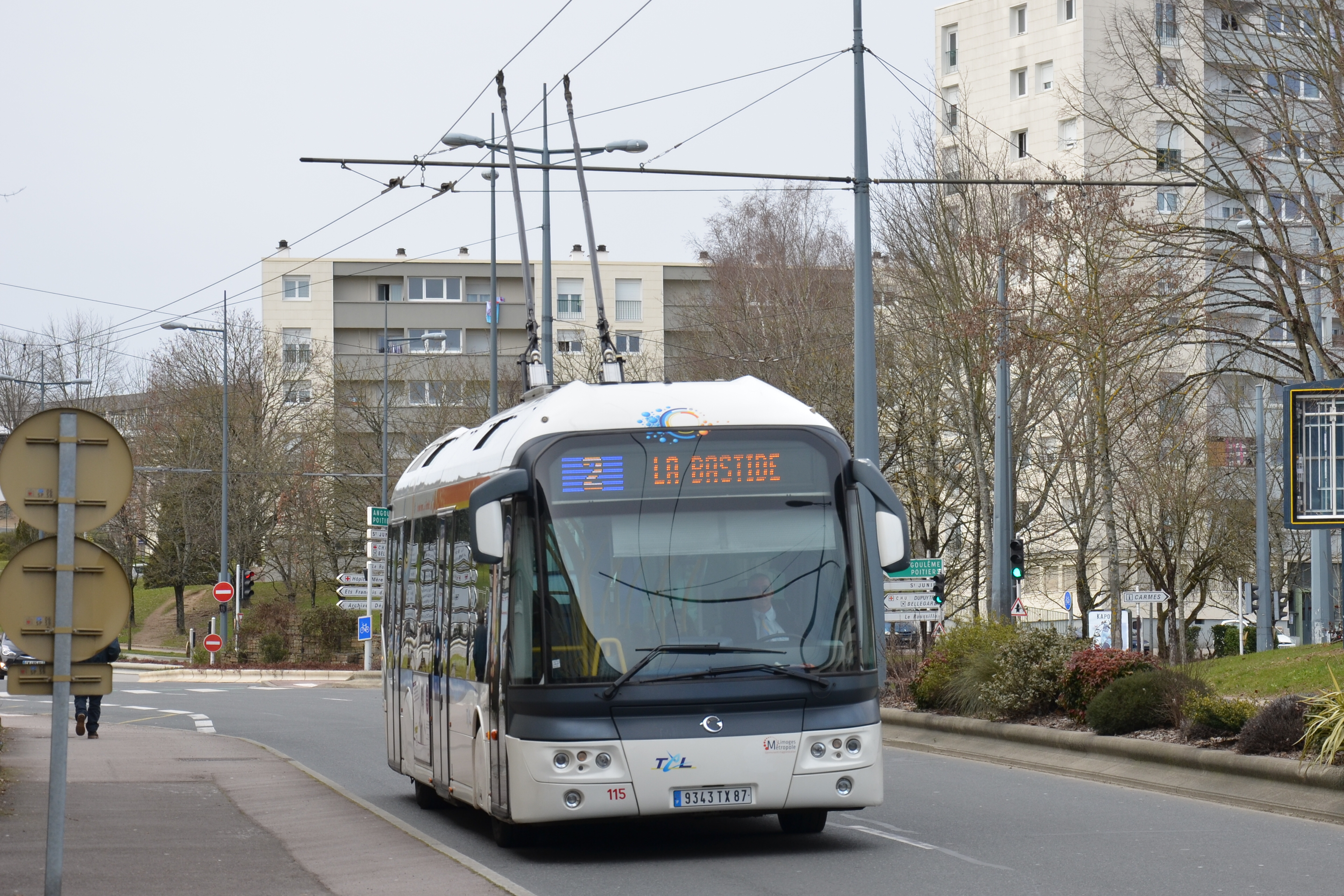
Trolleybus sur la ligne 2 du réseau limougeaud

| Ligne | Trolleybus |
| ----- | --- |
|       | Ces lignes circulent de 6 h 20 à 20 h 20 du lundi au samedi en offrant des fréquences de passage toutes les 8 à 10 minutes, au plus toutes les 12 minutes. |
| 1     | Porte de Louyat ↔ Panazol — Route de Lyon |
| 2     | Pierre Curie ↔ Pôle la Bastide |
| 4     | Montjovis ↔ Pôle Saint-Lazare |
| 5     | Isle — La Cornue ↔ Jean Gagnant |
| 6     | Pôle La Bastide ↔ Val de l'Aurence — Maréchal Juin |

| Ligne | Lignes principales |
| ----- | --- |
|       | Ces lignes circulent de 6 h à 20 h du lundi au samedi et proposent un service attractif avec des fréquences de passage soutenues aux heures de pointe, le plus souvent toutes les 5 à 10 minutes sur les lignes 8 et 10, au plus toutes les 15 à 20 minutes sur les lignes 11 et 20, tout au long de l’année, y compris durant les périodes de vacances scolaires. |
| 8     | Val de l'Aurence — Maréchal Joffre ↔ Place Winston Churchill |
| 10    | Z.I. Nord — Serpollet ↔ Charles Le Gendre |
| 11    | Couzeix — Océalim / Couzeix — La Croix d'Anglard ↔ Limoges — Landouge / Limoges — Les Courrières |
| 20    | Place Winston Churchill ↔ Pôle Fougeras |

| Ligne | Lignes secondaires |
| ----- | --- |
|       | Les lignes secondaires ont pour vocation de relier les communes de l'agglomération au centre-ville de Limoges ou encore faciliter les déplacements de périphérie à périphérie. Ces lignes circulent de 6 h à 20 h du lundi au samedi avec des fréquences de passage toutes les 30 à 60 minutes |
| 12    | Isle — L.Aragon ↔ Condat — Versanas |
| 13    | Feytiat — Plein Bois / Le Palais — Vert Vallon |
| 14    | Porte de Louyat / Collège Ronsard / Le Theil ↔ Lycée Renoir |
| 15    | Pôle Saint-Lazare ↔ Pôle La Bastide |
| 16    | La Valoine ↔ Pôle La Bastide |
| 17    | Place Winston Churchill ↔ Verneuil — Pennevayre |
| 18    | C.I.E.L ↔ Beaune les Mines |
| 19    | Place Winston Churchill ↔ Panazol Manderesse |
| 23    | Z.I. Nord 3 ↔ Le Palais — Puy Neige |
| 24    | Place Winston Churchill / Pôle Saint-Lazare ↔ Fontgeaudrant |
| 25    | Place Winston Churchill ↔ Mas Blanc |
| 26    | Place Winston Churchill ↔ Peyrilhac — Banèche |
| 27    | Isle – Les Champs ↔ Charles le Gendre |
| 29    | Pôle Fougeras ↔ Rilhac-Rancon — Bramaud |
| 30    | Pôle Fougeras ↔ Rilhac-Rancon — Cassepierre École |
| 32    | Pôle Saint-Lazare ↔ Solignac — Bourg |
| 33    | Place Winston Churchill ↔ Veyrac — Les 5 Routes |
| 34    | C.I.E.L. ↔ Saint-Just — Grateloube |
| 36    | Pôle Saint-Lazare ↔ Boisseuil Z.A. La Plaine |
| 37    | Pôle La Bastide ↔ Bonnac — Le Masbatin |
| 38    | Place Winston Churchill ↔ Couzeix — Anglard |
| 39    | Montjovis ↔ Chaptelat — Le Theillol |
| 41    | Place Winston Churchill ↔ Mas Gigou |
| 61    | Panazol — Mairie ↔ Panazol — Manderesse |

| Ligne | Lignes scolaires                                 |
| ----- | ------------------------------------------------ |
| 28    | C.I.E.L. ↔ Verneuil — Lycée agricole Les Vaseix  |
| 31    | Pôle Saint-Lazare ↔ Eyjeaux — Bourg              |
| 38    | Place Winston Churchill ↔ Couzeix — Anglard      |
| 42    | Place Winston Churchill ↔ Saint-Just — Fontaguly |
| 43    | Place Winston Churchill ↔ Feytiat — Mas Gauthier |
| 60    | Villagory ↔ Panazol — Manderesse                 |

| Ligne | Lignes de nuit                                                       |
| ----- | -------------------------------------------------------------------- |
| 21    | Z.I. Nord — Serpollet ↔ Charles Le Gendre                            |
| 22    | Val de l'Aurence — Maréchal Joffre ↔ Puy Ponchet / LP. Saint-Exupéry |

| Ligne | Lignes des dimanches et jours fériés             |
| ----- | ------------------------------------------------ |
| d1    | Porte de Louyat ↔ Panazol — Route de Lyon        |
| d4    | Maréchal Juin ↔ Pôle Saint-Lazare                |
| d5    | Isle — La Cornue ↔ Cité. R. Dautry               |
| d8    | Val de l'Aurence — Maréchal Joffre ↔ Puy Ponchet |
| d10   | Z.I. Nord — Serpollet ↔ Charles Le Gendre        |

| Navettes spéciales Zénith Place Winston Churchill <> Zénith de Limoges (jours de spectacles) Basket Bus Pôle Saint-Lazare <> Palais des Sports (jours de match) Service de Transport à la demande (TELOBUS) Depuis la modification du service le 2 novembre 2020, il dessert les communes suivantes : - Aureil - Boisseuil - Chaptelat - Condat-sur-Vienne - Couzeix - Eyjeaux - Feytiat - Isle - Le Vigen - Limoges : zone de Landouge et Beaune - Panazol - Peyrilhac - Rilhac-Rancon - Solignac - Saint Gence - Saint-Just-le-Martel - Verneuil-sur-Vienne - Veyrac |

## Mise en perspective
Limoges ne peut être comparée à des villes de taille légèrement supérieure mais disposant d'un mode lourd de transport en commun (tramway en général).
L'utilisation du réseau des transports en commun de Limoges reste donc limitée par un contexte territorial et urbain favorisant historiquement la voiture sans disposer d'une alternative forte ni activation d'une véritable contrainte à l'usage du véhicule individuel (politique de stationnement par exemple).
Cependant, la part modale des TC y est supérieure à 8%, ce qui est un niveau déjà très appréciable pour une collectivité de cette taille et la communauté urbaine Limoges Métropole affiche de belles ambitions de progression qu'elle compte atteindre à l'aide de son futur BHNS (cible à 12% de part modale).